# Sagaponack

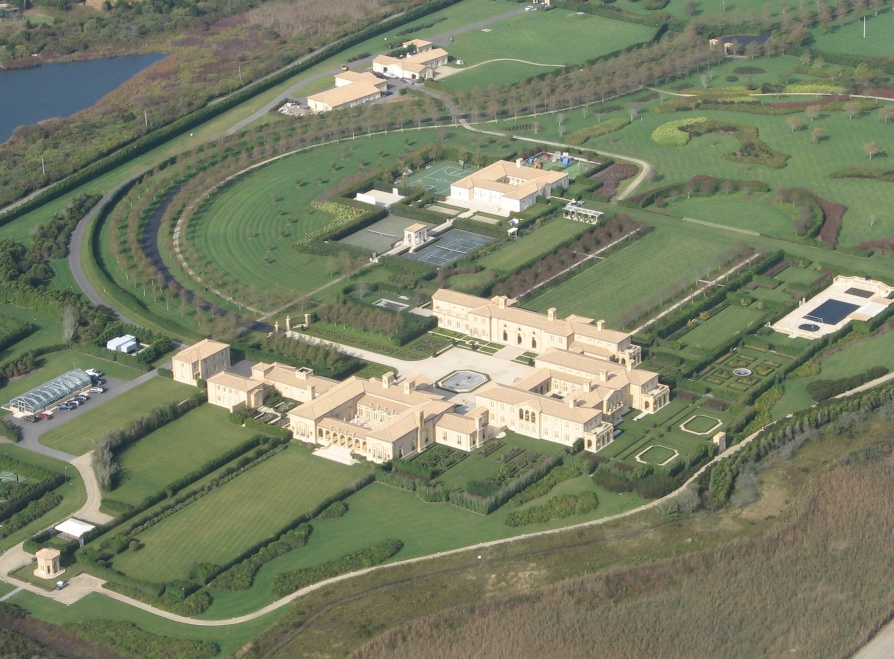
Anwesen von Ira Rennert in Sagaponack, Luftbild

Sagaponack ([sæɡəpɒnək]) ist ein Dorf in den USA, das zu Southampton im Verwaltungsbezirk Suffolk County im US-Bundesstaat New York gehört. Es befindet sich im äußersten Osten von Long Island.

## Geschichte
Das Village wurde 1653 gegründet und am 2. September 2005 eingemeindet – im Zuge des gescheiterten Versuchs, das Village Dunehampton zu gründen. Diese Neugründung hätte Sagaponack von den Stränden am Atlantik abgeschnitten. Es liegt am östlichen Ende von Southampton Town zwischen den Weilern Bridgehampton und Wainscott. Im Norden grenzt Sagaponack unmittelbar an Sag Harbor.
Die Bevölkerung von Sagaponack wurde nach der Volkszählung von 2010 mit 313 Einwohnern angegeben. Im Jahr 2020 betrug sie nach der damaligen Volkszählung 770 Einwohner.

## Sehenswürdigkeiten
Zu den Sehenswürdigkeiten des Ortes zählt die Madoo Conservancy, 618 Sagg Main Street, ein 1967 von dem Künstler, Gärtner und Schriftsteller Robert Dash gegründeter Garten, der seit 1993 für die Öffentlichkeit zugänglich ist.

## Personen
- Charles Addams (1912–1988), Cartoonist, Schöpfer der Addams Family, ab 1985 das Haus „The Swamp“[1]
- Ross Bleckner (* 1949), Maler und Grafiker, 683 Daniels Lane,[2]
- Lloyd C. Blankfein (* 1954), Bankmanager, Chief Executive Officer (CEO) und Präsident der amerikanischen Bank Goldman Sachs,
- Truman Capote (1924–1984), Schriftsteller, 683 Daniels Lane,[3][4]
- Bill Clinton (* 1946), 42. US-Präsident, und Hillary Clinton, Politikerin,
- Jimmy Fallon (* 1974), Komiker, Moderator und Schauspieler, 444 Parsonage Lane,[5][6]
- John Irving (* 1942), Schriftsteller, Parson Lane,[7]
- Billy Joel (* 1949), Pop-Musiker, 9 Gibson Lane,[8]
- James Jones (1921–1977), Schriftsteller, 151 Sagg Main Street[9]
- Caroline Kennedy (* 1957), Autorin und Diplomatin,
- Peter Matthiessen (1927–2014), Autor und Umweltschützer, Bridge Lane,[10]
- George Plimpton (1927–2003), Schriftsteller, Sagg Main Street,
- Ira Rennert (* 1934), Unternehmer, Peters Pond Lane,
- Roy Scheider (1932–2008), Schauspieler, 9 Gibson Lane,
- David Salle (* 1952), Künstler,[11]
- Frank Stella (1936–2024), Künstler, 620 Sagg Main Street,
- Kurt Vonnegut (1922–2007), Schriftsteller, 620 Sagg Main Street.[12]